# Nakahama Manjirō
Nakahama Manjirō (中濱 万次郎 Nakahama Manjirō, 27 janvier 1827 - 12 novembre 1898), aussi connu sous le nom de John Manjiro, est le premier Japonais à s'être rendu aux États-Unis. Devenu traducteur et interprète, il joue un rôle important quand le Japon sort de son isolationnisme sous la contrainte de la flotte de Matthew Perry, à la fin de l'époque d'Edo.

## Voyage en Amérique
Simple pêcheur du village de Naka-no-hama (dans l'actuelle ville de Tosashimizu) à Shikoku dans la province de Tosa, il fait naufrage en 1841 lors d'une campagne de pêche avec quatre camarades. Ils étaient échoués sur une île déserte, quand un baleinier américain leur porte secours et les fait débarquer à Honolulu mais Nakahama demande à rester à bord et il est emmené aux États-Unis. Le capitaine du bateau nommé Whitfield qui avait noté l'intelligence de Nakahama le recommande à James Akin qui le fait étudier à Fairhaven dans le Massachusetts. Nakahama prend alors le nom de John Mung. En 1847, il est ramené à Honolulu ou il retrouve ses quatre camarades. Mais sous l'ère  d'Edo, toute intrusion est passible de la peine de mort et aucun étranger ni aucun Japonais ayant séjourné à l'étranger n'est autorisé à entrer au Japon. Nakahama commence à travailler comme capitaine de navire et décide de tenter de rentrer au pays dès que ses finances le lui permettront,.

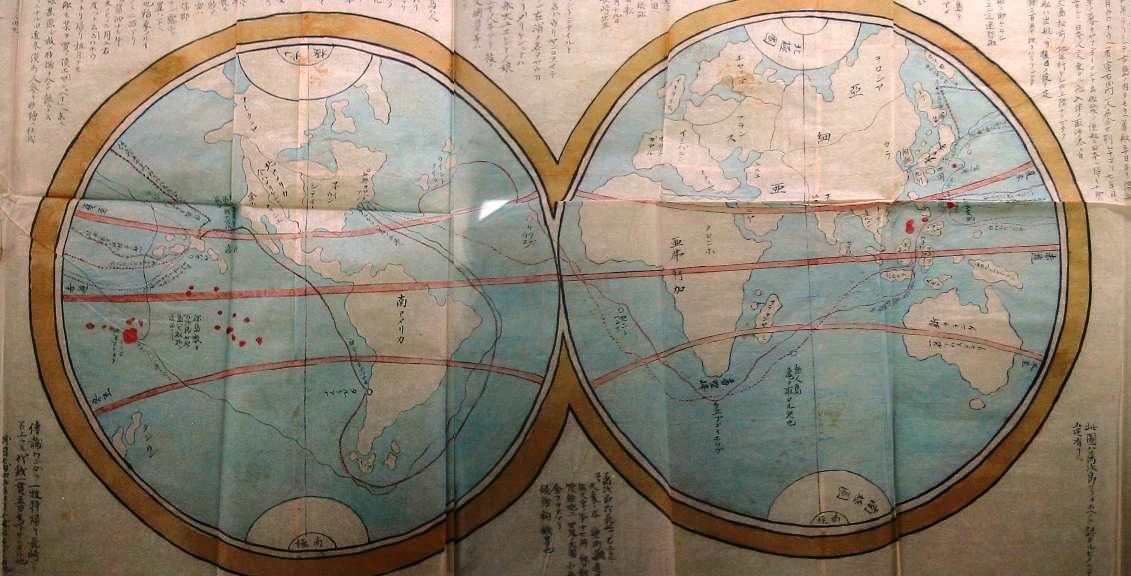
Les voyages de Nakahama Manjiro, carte manuscrite, musée national de Tokyo

## Retour au Japon
Le 17 décembre 1850, Nakahama embarque deux de ses compagnons sur son navire et met le cap sur Okinawa qu'il atteint le 2 février 1851. Les trois hommes sont arrêtés pour avoir enfreint la loi sur l'isolationnisme mais après de nombreux interrogatoires ils sont autorisés à se rendre à Nagasaki d'où ils espèrent rejoindre la province de Tosa. Nakahama ne fut jamais inquiété, au contraire son séjour à l'étranger lui valut d'être sollicité.
En septembre 1853, Nakahama est appelé à Edo (l'actuelle Tokyo) pour être questionné par le shogun. Nommé hatamoto (samouraï au service direct du shogun), il lui est désormais interdit de raconter à quiconque ce qu'il sait de l'étranger. Seul le shogun doit pouvoir profiter de son expérience. Grâce à son nouveau statut, il obtient le droit de porter les deux sabres et se choisit un nouveau nom de famille. Il opte pour Nakahama en l'honneur de son village natal.

## Le poste de Hatamoto
Nakahama détaille son voyage dans un rapport remis au bakufu (document aujourd'hui conservé au musée national de Tokyo). En 1853, quand le commodore Matthew Perry débarque au Japon et le force à sortir de son isolationnisme, Nakahama travaille comme interprète et négocie pour le shogunat lors de la convention de Kanagawa.
En 1860, Nakahama fait partie de la délégation japonaise envoyée par le  bakufu aux États-Unis sur le navire Kanrin Maru. Il est également envoyé sur l'archipel d'Ogasawara pour tenter de prendre possession de ces îles.
En 1870, lors de la guerre franco-prussienne, Nakahama étudie les sciences militaires en Europe. Puis à l'occasion de son retour aux États-Unis, il revoit le capitaine Whitfield. Nakahama est aussi nommé professeur à l'université de Tokyo.
Grâce aux connaissances qu’il a acquises au sujet de la marine occidentale, Nakahama contribue à la modernisation de la marine impériale japonaise.

## Divers
Nakahama a été marié à trois reprises et a eu sept enfants. 
En 1918, en remerciement de ce qu'elle avait fait pour son père, son fils Toichiro Nakahama fait don à la ville de Fairhaven d'un sabre de grande valeur.
Une statue de Nakahama Manjirō trône au cap Ashizuri sur l'île de Shikoku.
En 1851, dix ans après la venue de Nakahama Manjirō aux USA, un autre pêcheur nommé Hikozo Hamada débarque aux États-Unis dans des circonstances analogues. Il est devenu citoyen américain sous le nom de Joseph Heco, et a fondé le premier périodique en langue japonaise des États-Unis. 